# كانات أرورا
كانات أرورا (مواليد 2 ديسمبر 1986) ممثلة هندية حققت أول ظهور لها في فيلم بوليوود 100 كرور فيلم ضخم غراند ماستي. كما ظهرت في مانكاتا وخطبة ميتا، وغنت في أفلام المالايالامية.

## الروابط الخارجية
- كانات أرورا على موقع IMDb (الإنجليزية)
- كانات أرورا على موقع قاعدة بيانات الفيلم (الإنجليزية)
- كانات أرورا على موقع كينوبويسك (الروسية)